# Yabo Tenman-gū
Pour les articles homonymes, voir Yabo.
Le Yabo Tenman-gū (谷保天満宮) est un sanctuaire shinto à Kunitachi, situé près du Kōshū Kaidō. Selon la légende, le sanctuaire est construit par le troisième fils de Sugawara no Michizane en 903 afin de vénérer son père. C'est le plus ancien Tenman-gū dans l'est du Japon et un des trois sanctuaires les plus importants dans la région de Kantō (les deux autres étant Kameido Tenjin et Yushima Tenman-gū).
Le nom original du sanctuaire est « Yabo » mais « Yaho » est le nom populaire.